# Свято-Троїцький монастир (Немирів)
Свято-Троїцький монастир — ставропігійний жіночий монастир Української православної церкви. Розташований в місті Немирів Немирівського району Вінницької області. До 1996 року називався Свято-Миколаївським.

## Історія
У 1645 році в Немирові був заснований жіночий монастир, але вже в 1692 році цей монастир був зруйнований татарами. У документах 1722 і 1724 років згадується монастир, дата заснування та скасування якого невідомі. У другій половині XVIII століття графом Вінцентом Потоцьким в Немирові був заснований православний чоловічий монастир, в 1783 році перетворений в жіночий. У 1797 році граф дарував обителі земельні угіддя. У 1798 році, за клопотанням єпископа Брацлавського і Подільського Іоанікія, монастир був введений до другого класу.
У 1809 році був побудований Успенський храм. У 1845 році пожежа знищила більшу частину обителі, вдалося зберегти лише будинок настоятельки і Успенський храм. У тому ж році на місці згорілої дерев'яної Миколаївської церкви був побудований кам'яний храм. У 1846 році монастир став чернечим. З 1851 по 1858 роки проводились ремонтні роботи в Успенському храмі, до нього були прибудовані притвори, у вівтарі постелено підлогу з чавунних плит. У 1872 році була побудована велика триярусна дзвіниця. З 1876 по 1881 роки будувалася Свято-Троїцька церква. У 1888—1889 роках була побудована ще одна дзвіниця на честь порятунку царської сім'ї під час краху імператорського поїзда.
У 1922 році більшовицька влада конфіскувала у монастиря всі церковні цінності і дзвони, було націоналізовано 300 десятин землі. У 1929 році монастир був закритий радянською владою, черниці, що залишилися перейшли до Браїлівського монастиря. У 1930 році храми і кілька приміщень зайняла Немирівська машино-тракторна станція (МТС), а інші приміщення віддані дитячому будинку.
Восени 1941 року дитячий будинок був евакуйований. Черниці повернулися в монастир і почали його відроджувати. Після звільнення Немирова від нацистських загарбників дитячий будинок знову зайняв монастирські приміщення, а також тут була відкрита школа для глухонімих і училище агрономів. Черниці продовжували жити в монастирі до травня 1951 року, допоки знову були виселені в Браїлівський монастир. Храми не використовувалися. 20 березня 1958 року Виконавчий комітет Немирівської районної ради депутатів трудящих ухвалив рішення розібрати зимову Свято-Успенську церкву як аварійну.
19 серпня 1992 року, в свято Преображення в Свято-Троїцькому храмі була відслужена перша за довгі роки літургія. 7 березня 1996 року Священний Синод Української православної церкви ухвалив рішення про відродження Немирівського монастиря, який був перейменований в Свято-Троїцький за назвою єдиного збереженого храму. Настоятелькою 3 квітня 1996 була призначена черниця Херувима (Грицишина). Під її керівництвом було проведено відновлення монастиря.
9 лютого 2006 року монастир отримав статус ставропігійного.
20 липня 2012 року було відкрито скит в місті Ладижин.